# Rupert Obholzer
Rupert John Obholzer (født 27. marts 1970 i Cape Town, Sydafrika) er en britisk tidligere roer.
Ved OL 1996 i Atlanta vandt Obholzer en bronzemedalje for Storbritannien i disciplinen firer uden styrmand. Bådens øvrige besætning var brødrene Greg og Jonny Searle, samt Tim Foster. Briterne sluttede på tredjepladsen i en finale, hvor Australien vandt guld, mens Frankrig fik sølv. Han deltog også ved OL 1992 i Barcelona, som del af den britiske otter.
Obholzer vandt desuden tre VM-medaljer, en sølv- og en bronzemedalje i firer uden styrmand, samt en bronzemedalje i otter.

## OL-medaljer
- 1996:  Bronze i firer uden styrmand